# Telopea truncata
Telopea truncata är en tvåhjärtbladig växtart som först beskrevs av Jacques-Julien Houtou de La Billardière, och fick sitt nu gällande namn av Robert Brown. Telopea truncata ingår i släktet Telopea och familjen Proteaceae. Inga underarter finns listade i Catalogue of Life.
Dess naturliga utbredningsområde är ungefär hälften av Tasmanien, huvudsakligen i sydväst. 